# Landkreis Zauch-Belzig

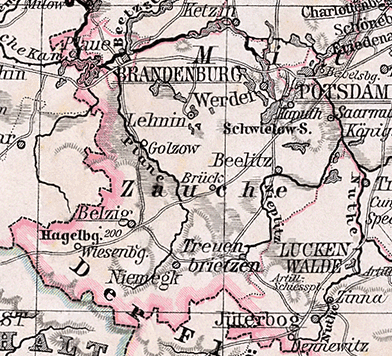
Das Kreisgebiet 1905

Der Landkreis Zauch-Belzig, auch Zauch-Belzigscher Kreis oder Kreis Zauch-Belzig genannt, bestand in der preußischen Provinz Brandenburg und im Land Brandenburg der SBZ bzw. DDR von 1817 bis 1952.
Der Kreis Zauch-Belzig umfasste am 1. Januar 1945 die sechs Städte Beelitz, Belzig, Brück, Niemegk, Treuenbrietzen und Werder (Havel), 144 weitere Gemeinden und den Gutsbezirk Forst Lehnin.
Heute gehört das ehemalige Kreisgebiet zum Landkreis Potsdam-Mittelmark.

## Verwaltungsgeschichte

### Königreich Preußen
Bei den preußischen Verwaltungsreformen nach dem Wiener Kongress wurde mit Wirkung vom 1. April 1817 der Kreis Zauch-Belzig im Regierungsbezirk Potsdam in der Provinz Brandenburg, seit 1939 „Mark Brandenburg“, neu gebildet. Das Kreisgebiet umfasste
- den alten, kurbrandenburgischen Kreis Zauche (auch Zauchischer oder Zauchescher Kreis genannt) ohne das Ländchen Bärwalde, das zum neuen Kreis Jüterbog-Luckenwalde kam, und
- das ehemals sächsische Amt Belzig, das erst 1815 zu Preußen bzw. Brandenburg gekommen war.

Das Landratsamt befand sich in der Stadt Belzig.

### Norddeutscher Bund/Deutsches Reich
Seit dem 1. Juli 1867 gehörte der Kreis zum Norddeutschen Bund und ab dem 1. Januar 1871 zum Deutschen Reich.
Am 21. Juli 1875 wurde der Gutsbezirk Gränert aus dem Kreis Zauch-Belzig in den Kreis Jerichow II in der Provinz Sachsen, Regierungsbezirk Magdeburg, umgegliedert. Zum 1. April 1926 wurden die Gutsbezirke Plantagenhaus (teilweise), Potsdam-Gut und Tornow aus dem Kreis Zauch-Belzig in den Stadtkreis Potsdam eingegliedert.
Gegen Ende der 1920er Jahre wurden nahezu alle Gutsbezirke im Kreis aufgelöst und benachbarten Landgemeinden zugeteilt.
Zum 1. Oktober 1937 wurde die Gemeinde Wilhelmsdorf aus dem Kreis Zauch-Belzig in den Stadtkreis Brandenburg (Havel) eingegliedert. Am 1. April 1939 trat die Gemeinde Bergholz-Rehbrücke aus dem Kreis Zauch-Belzig zum Stadtkreis Potsdam. Im Verlauf der Schlacht um Berlin im April 1945 wurde das Kreisgebiet durch die Rote Armee besetzt.

### Sowjetische Besatzungszone/Deutsche Demokratische Republik
Durch das Gesetz über die Änderung zur Verbesserung der Kreis- und Gemeindegrenzen vom 28. April 1950 wurde der nunmehr Landkreis Zauch-Belzig genannte Kreis verkleinert. Die Gemeinden Göttin b. Brandenburg (Havel) und Schmerzke kamen zum Stadtkreis Brandenburg, die Gemeinde Wilhelmshorst zum Stadtkreis Potsdam, die Gemeinden Alt Töplitz, Göttin a./Havel, Leest und Neu Töplitz zum Landkreis Osthavelland und die Gemeinde Schiaß zum Landkreis Teltow. Die Gemeinde Boßdorf wechselte zudem die Landeszugehörigkeit und kam zum Landkreis Wittenberg in Sachsen-Anhalt.
Bei der großen Verwaltungsreform von 1952 wurde der Landkreis Zauch-Belzig im Wesentlichen auf die Kreise Belzig, Brandenburg und Potsdam aufgeteilt. Einige Gemeinden kamen zu den Kreisen Jüterbog und Luckenwalde.

### Bundesrepublik Deutschland
Das ehemalige Kreisgebiet gehört heute überwiegend zum Landkreis Potsdam-Mittelmark.

## Kommunalverfassung bis 1945
Der Kreis Zauch-Belzig gliederte sich in Städte, in Landgemeinden und – bis zu deren nahezu vollständiger Auflösung im Jahre 1929 – in Gutsbezirke. Auf Basis der Kreisordnung für die Provinzen Preußen, Brandenburg, Pommern, Posen, Schlesien und Sachsen vom 13. Dezember 1872 wurden mit Wirkung ab Januar 1874 meist mehrere Landgemeinden und Gutsbezirke umfassende Amtsbezirke eingeführt, um die überwiegend sehr kleinen Gemeindeeinheiten von den wachsenden Verwaltungsaufgaben zu entlasten. 1944 gab es 42 Amtsbezirke. Mit Einführung des preußischen Gemeindeverfassungsgesetzes vom 15. Dezember 1933 sowie der Deutschen Gemeindeordnung vom 30. Januar 1935 wurde zum 1. April 1935 das Führerprinzip auf Gemeindeebene durchgesetzt.

## Einwohnerentwicklung
| Jahr | Einwohner | Quelle |
| ---- | --------- | ------ |
| 1816 | 41.415    | [ 4 ]  |
| 1846 | 58.868    | [ 5 ]  |
| 1871 | 68.064    | [ 6 ]  |
| 1890 | 77.105    | [ 7 ]  |
| 1900 | 80.651    | [ 7 ]  |
| 1910 | 88.559    | [ 7 ]  |
| 1925 | 92.266    | [ 7 ]  |
| 1933 | 98.378    | [ 7 ]  |
| 1939 | 108.855   | [ 7 ]  |
| 1946 | 134.652   | [ 8 ]  |

## Landräte
| Amtszeit                | Name                                                              |
| ----------------------- | ----------------------------------------------------------------- |
| 1816–1828               | Rochus I. von Rochow-Golzow                                       |
| 1828–1852               | Heinrich Friedrich Levin von Tschirschky und Bögendorff-Glien     |
| 1852–1861               | Levin Heinrich Otto von Tschirschky und Bögendorff-Glien          |
| 1861–1897               | Rudolf von Stülpnagel-Sandberg                                    |
| 1898–1918               | Bernhard Hans Levin von Tschirschky und Bögendorff-Glien          |
| 1919–1921               | Werner Freund                                                     |
| 1921–1933               | Edmund Bohne                                                      |
| 1933/34                 | Hans Christoph Albrecht Alexander von Werder (II. Familien-Linie) |
| 1935–1939               | Waldemar Vöge                                                     |
| 1939–April 1945         | Otto Wegner                                                       |
| (12.–20. Mai 1945)      | Alfred Beiersdorff (*)                                            |
| (Mai/Juni 1945)         | Otto Lange (*)                                                    |
| Juni 1945–Oktober 1945  | Friedrich Menz (KPD)                                              |
| Oktober 1945–Mai 1946   | Karl Vogt (KPD/SED)                                               |
| Juni 1946–Dezember 1950 | Richard Sydow (SED)                                               |
| 1951/52                 | Antonie Stemmler (SED)                                            |

(*) Als Bürgermeister von Belzig zugleich Interims-Landrat

## Städte und Gemeinden

### Stand 1945
Dem Kreis Zauch-Belzig gehörten 1945 die folgenden Städte und Gemeinden an:
| - Alt Töplitz - Baitz - Beelitz, Stadt - Belzig, Stadt - Benken - Bergholz b. Belzig - Bliesendorf - Bochow - Borkheide - Borkwalde - Borne - Boßdorf - Brachwitz - Brück, Stadt - Buchholz b. Niemegk - Buchholz b. Treuenbrietzen - Busendorf - Cammer - Caputh - Dahnsdorf - Damelang - Damsdorf - Deetz - Derwitz - Deutsch Bork - Dietersdorf - Dippmannsdorf - Elsholz - Emstal - Ferch - Fredersdorf - Freienthal - Fresdorf - Garrey - Glindow - Göhlsdorf - Gollwitz - Golzow | - Gömnigk - Göttin a./Havel - Göttin b. Brandenburg (Havel) - Götz - Grabow - Grebs - Groß Briesen - Groß Kreutz - Groß Marzehns - Grubo - Grüneiche - Hagelberg - Haseloff - Hohenwerbig - Jeserig b. Brandenburg (Havel) - Jeserig b. Treuenbrietzen - Jeserig b. Wiesenburg - Jeserigerhütten - Kähnsdorf - Kanin - Kemnitz - Klaistow - Klein Glien - Klein Marzehns - Klepzig - Körzin - Krahne - Krahnepuhl - Krielow - Kuhlowitz - Langerwisch - Leest - Lehnin - Lehnsdorf - Linthe - Lobbese - Locktow - Lübnitz | - Lucksfleiß - Lüdendorf - Lühnsdorf - Lühsdorf - Lüsse - Lütte - Medewitz - Medewitzerhütten - Michelsdorf - Michendorf - Mörz - Mützdorf - Nahmitz - Neschholz - Netzen - Neu Töplitz - Neuehütten - Neuendorf b. Brück - Neuendorf b. Niemegk - Neuseddin - Nichel - Niebel - Niebelhorst - Niederwerbig - Niemegk, Stadt - Pernitz - Pflügkuff - Phöben - Plessow - Plötzin - Preußnitz - Prützke - Raben - Rädel - Rädigke - Ragösen - Reesdorf - Reckahn | - Reetz - Reetzerhütten - Reppinichen - Rieben - Rietz b. Brandenburg (Havel) - Rietz b. Treuenbrietzen - Rottstock - Saarmund - Salzbrunn - Schäpe - Schenkenberg - Schiaß - Schlalach - Schlamau - Schlunkendorf - Schmergow - Schmerzke - Schönefeld - Schwanebeck - Seddin - Stücken - Trebitz - Trechwitz - Tremsdorf - Treuenbrietzen, Stadt - Weitzgrund - Werder (Havel), Stadt - Wiesenburg/Mark - Wildenbruch - Wilhelmshorst - Wittbrietzen - Wust - Zauchwitz - Zeuden - Zixdorf - Ziezow |

Außerdem bestand 1945 noch der Gutsbezirk Forst Lehnin.
Nach dem Zweiten Weltkrieg wurden auch die Orte Alt Bork, Fichtenwalde und Oberjünne zu eigenständigen Gemeinden erhoben.

### Vor 1945 aufgelöste Gemeinden
- Bergholz-Rehbrücke, am 1. April 1939 zu Potsdam, am 25. Juli 1952 wieder ausgegliedert und dem Kreis Potsdam-Land zugeordnet
- Kammerode, am 1. Januar 1926 zu Ferch
- Alt Langerwisch und Neu Langerwisch, am 1. April 1938 zur Gemeinde Langerwisch zusammengeschlossen
- Mittelbusch, am 1. Januar 1926 zu Ferch
- Petzow, am 1. April 1939 zu Werder (Havel)
- Sandberg, am 1. April 1914 zu Belzig
- Spring, 1928 zu Wiesenburg/Mark
- Welsigke, am 1. Januar 1926 zu Grubo
- Wilhelmsdorf, am 1. Oktober 1937 zu Brandenburg an der Havel

### Namensänderungen
- Bergholz b. Potsdam, am 16. Juli 1934 umbenannt in Bergholz-Rehbrücke
- Lotzschke, am 20. Oktober 1937 umbenannt in Lehnsdorf, nach der westlich des Ortes gelegenen „Wüsten Feldmark Lehnsdorf“
- Schwina, am 20. Oktober 1937 umbenannt in Emstal
- Wendisch Bork, Ortsteil am 9. Oktober 1937 umbenannt in Alt Bork, gleichzeitig Umbenennung der Gesamtgemeinde in Borkheide, ab 1. Januar 1946 wieder selbständige Gemeinde